# Óscar Pelegrí
Óscar Pelegrí Ferrandis (Betxí, 30 mei 1994) is een Spaans voormalig wielrenner.

## Carrière
In 2015 werd Pelegrí, achter Jaime Rosón en Xavier Pastallé, derde op het nationale kampioenschap op de weg bij de beloften. Een jaar later won hij de nationale titel wel. Later dat jaar liep hij stage bij Amore & Vita-Selle SMP. Tijdens die stageperiode nam hij deel aan onder meer de Ronde van Alberta en de Memorial Marco Pantani. In juli 2017 sprintte hij, achter Yannis Yssaad en Samuel Caldeira, naar de derde plaats in de eerste rit in lijn in de Trofeo Joaquim Agostinho. Tijdens een stageperiode bij Caja Rural later dat jaar werd hij dertiende in de Circuito de Getxo. Datzelfde jaar behaalde hij ook drie medailles tijdens de nationale kampioenschappen op de baan: samen met Sebastián Mora werd hij tweede in de ploegkoers, met Mora, Manuel Peñalver en Josué Gómez tweede in de ploegenachtervolging en individueel werd Pelegrí derde in de puntenkoers.
Voor het seizoen 2018 tekende Pelegrí een contract bij het Portugese Rádio Popular-Boavista. Op de baan won hij, samen met Mora, de nationale titel in de ploegkoers. Namens zijn nieuwe ploeg werd Pelegrí onder meer achtste in de Clássica da Arrábida en won hij een etappe in de Grote Prijs van Portugal N2. Na twee jaar te hebben doorgebracht bij Feirense vertrok hij in 2021 naar het nieuw opgerichte Electro Hiper Europa. Namens die ploeg behaalde hij toptienplaatsen in In the footsteps of the Romans, de Ronde van Bulgarije en de Ronde van Zuid-Bohemen. In de Ronde van Bretagne won hij zelfs een etappe: in de derde rit sprintte hij sneller dan Tom Mainguenaud en Thibault Ferasse.
In 2022 werd Pelegrí prof bij Burgos-BH. Zijn debuut voor de ploeg maakte hij in januari met een zestiende plaats in de Clàssica Comunitat Valenciana. Later dat jaar werd hij onder meer veertiende in de Clásica de Almería en behaalde hij toptienplaatsen in etappes in zowel de Ronde van Alentejo als de Vierdaagse van Duinkerke.

## Baanwielrennen

### Palmares
| Jaar | SK                                                           | EK            | WK | Overig                          |
| ---- | ------------------------------------------------------------ | ------------- | -- | ------------------------------- |
| 2017 | Ploegenachtervolging · Ploegkoers · Puntenkoers · 7e Scratch |               |    |                                 |
| 2018 | Ploegkoers · Ploegenachtervolging · 7e Achtervolging         |               |    |                                 |
| 2019 | Ploegkoers · Puntenkoers · 9e Scratch                        | 6e Afvalkoers |    | Europese Spelen: 4e Puntenkoers |

## Wegwielrennen

### Overwinningen
2016
 Spaans kampioen op de weg, Beloften
2018
3e etappe Grote Prijs van Portugal N2
2021
3e etappe Ronde van Bretagne

## Ploegen
- 2016 –  Amore & Vita-Selle SMP (stagiair vanaf 27 juli)
- 2017 –  Caja Rural-Seguros RGA (stagiair vanaf 1 augustus)
- 2018 –  Rádio Popular-Boavista
- 2019 –  Vito-Feirense-PNB
- 2020 –  Feirense
- 2021 –  Electro Hiper Europa
- 2022 –  Burgos-BH
- 2023 –  Burgos-BH
- 2024 –  Burgos-BH

Aranburu · Arroyo · Benito · Butler · Celano · Ferrari · Irisarri · Lastra · Mas · Molina · Oien · Page · Pardilla · Prades · Reis · Rosón · Rubio · Sáez · Schultz · Trofimov · Zabala · Pelegrí (stagiair) · Serrano (stagiair) · Sola (stagiair)
Benta · Cardoso · Gomes · Gonçalves · Moreira · Pelegrí · Rodrigues · Salgado · Silin · Trofimov
Aparicio · Bol · Cabedo · Díaz (vanaf 3/6) · Domingues · Ezquerra · Fuentes · Langellotti · López-Cózar · Madrazo · Molenaar · Moreno · Muller · Navarro · Okamika · Orts · Pelegrí · Peñalver · Räim · Rubio · Sánchez · Fernández (stagiair) · Franco (stagiair) · Martin (stagiair)
Alleno · Álvarez · Angulo · Aparicio · Ardila (tot 23/8) · Barthe · Bol · Díaz · Ezquerra · Fagundez · M. Fernández · Franco · Fuentes · Langellotti · Madrazo · Mora (vanaf 9/5) · Navarro · Okamika · Orts · Pelegrí · Peñalver · Sánchez · Delgado (stagiair) · S. Fernandez (stagiair)
Alleno · Álvarez · Angulo · Aparicio · Bol · Bouglas · Chumil · Delgado · Díaz · Ezquerra · Fagundez · Fernandez · Franco · Fuentes · Gate · Jackson · Langellotti · Mora · Okamika · Pelegrí · Sainbayar · Vacek · Bennassar (stagiair) · Cabedo (stagiair) · Rey (stagiair)